# エジプシャン・ヘアレス・ドッグ
エジプシャン・ヘアレス・ドッグ（英: Egyptian Hairless Dog）は、エジプト原産のヘアレス犬種である。

## 歴史
生い立ちについてはほとんどが謎に包まれているが、紀元元年前後には既に犬種として存在していたともいわれている。血統としては、同じくアフリカ原産のアフリカン・サンド・ドッグに近いと考えられているが、両種とも現存資料が極めて少なく、真偽の程は不詳である。
主に愛玩犬として可愛がられたり、生きた湯たんぽとして使われていた。愛玩犬としては主人家族の心を癒すために使われていたが、古代エジプト人には、この犬に特別なヒーリング能力があると信じられてきた。その言い伝えによると、この能力の根源は犬であるにもかかわらず不浄なものである「毛」が全く生えておらず、清浄で穢れの無い心と体を持っているという点であるとされている。このために病人の病や怪我を治すことが出来ると信じられていて、病人や怪我人の患部に本種の体をあてがうことで痛みを和らげ、痛みのもととなる悪霊を追い払うことが出来たといわれている。然し、実のところ科学的にはこのヒーリング能力の根源は、ヘアレス犬種特有の体温の高さにあるということが証明されている。ヘアレス犬種は防寒を行なうための毛が無いので体温が通常の犬種や人よりも高く、その肌を患部にあてがうことで温湿布のような役割を果たし、痛みを和らげることが出来るのである。事実、他のヘアレス犬種の多くも医薬品（温湿布）として使役されている（チャイニーズ・クレステッド・ドッグやミロ・マンチュウなど）。この他夜間に湯たんぽとして使われたり、幸福を招き、災いを追い払う魔よけとしても重宝されていた。
1833年にイギリスのロンドン動物園に、「エジプシャン・ヘアレス・ドッグ」と称されたヘアレス犬種が3頭寄贈されたが、その犬は本種ではなかった。実際にはその3頭はアフリカン・サンド・ドッグで、『エジプトから持ち帰られたアフリカ産のヘアレス犬種』といった旨を記すべき資料に、誤って『エジプト産ヘアレス犬種』と記入してしまったためにこのようなミスが起きてしまったのではないか、ともいわれている。
本種のもとの生存状況も不詳だが、第二次世界大戦の戦禍に巻き込まれて絶滅してしまった。これよりもっと前に絶滅したと考える見方もあるが、どちらも戦禍を被って絶滅したということは共通している。

## 特徴
チワワのようなアップルヘッドのヘアレス犬種である。マズルは細く短く丸みがあり、目は大きいが、アーモンド形でやや離れている。首は長く、脚もすらりとしていて長い。耳はろうそく耳（ろうそくの炎のような耳形）か半垂れ耳、尾は長く先細りのサーベルテール。肌はなめらかでしっとりしており、体温が高く、触るとあたたかい。肌の色はクリーム、ピンク、ライトグレー、ライトグレーの地に斑が入ったものなど。通常は全身にヒゲと目の上の感覚毛以外の毛が生えていないが、同腹で全身がスムースコートに覆われたパウダーパフというタイプの犬も生まれる。このことは全ヘアレス犬種共通で、この犬は生まれつき足りない歯が無く（毛の無いものは生まれつき歯の数が通常の犬種よりも少ない）、種の安定を図るため繁殖用に確保される。パウダーパフの犬の毛色に制限はない。体高41cm前後の小型犬で、性格は大人しいが好奇心が強く、警戒心もある。あまり強い束縛は好まず、通常のヘアレスのものは室内でもとくに広いスペースで、パウダーパフのものは家の外で飼育されていた。どちらのタイプも昼間は砂に穴を掘って涼むことが大好きで、夜間に寒くなってくると室内に戻り、主人とともに寝床につく生活をしていた。運動量は少なめで、自らネズミや昆虫といった小動物を仕留めて食べることもあった。